# Троицкая площадь (Курган)
Тро́ицкая пло́щадь — старейшая и бывшая центральная площадь города Кургана, Россия.

## Расположение
Площадь занимает квартал между улицами Куйбышева, Климова, Пичугина и Ленина у переезда последней реки Тобол посредством Моста-плотины.

## История

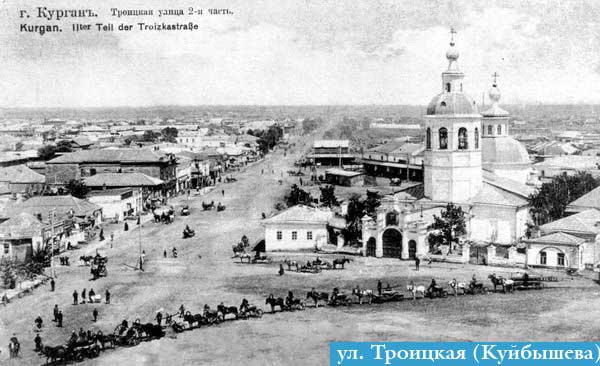
Вид на Троицкий собор, Троицкую улицу и Троицкую площадь, 1900-е годы

Площадь названа по находившемуся на ней Троицкому собору и до 1950-х считалась главной в городе. В 1920 была переименована в площадь Свободы, а в 1935 ей присвоили имя В. В. Куйбышева. С 17 мая 2002 — вновь Троицкая.

## Объекты
Нумерацию по площади имеет лишь одно здание — Курганская областная филармония (дом № 1).
На площади в июле 1961 года установлен памятник Наташе Аргентовской работы скульптора Анатолия Козырева.
Площадь украшает фонтан.

## Транспорт
По площади как составной части улиц Куйбышева и Ленина осуществляют пассажирские перевозки автобусы.